# Escútari
Escútari (en albanés, Shkodër o Shkodra) es un municipio y ciudad de Albania situada junto al lago homónimo, al noroeste del país, junto a la frontera con Montenegro. Cuenta con más de 130 000 habitantes. Pertenece al condado de Escútari, del cual es la capital.
Es una de las ciudades albanesas más antiguas e históricas, así como un centro cultural y económico importante. Fue la capital de Albania hasta 1920 cuando fue sustituida por Tirana.
El actual municipio, que se extiende desde los montes Prokletije hasta el mar Adriático, se formó en la reforma local de 2015 mediante la fusión de los antiguos municipios de Ana e Malit, Bërdicë, Dajç, Guri i Zi, Postribë, Pult, Rrethinat, Shalë, Shkodër, Shosh y Velipojë, que pasaron a ser unidades administrativas. La capital del municipio es la propia ciudad de Escútari. La población total del municipio es de 135 612 habitantes (censo de 2011), en un área total de 872.71 km². La población en sus límites de 2011 era de 77 075 habitantes.

## Clima
| Parámetros climáticos promedio de Escútari (1981-2010) | Parámetros climáticos promedio de Escútari (1981-2010) | Parámetros climáticos promedio de Escútari (1981-2010) | Parámetros climáticos promedio de Escútari (1981-2010) | Parámetros climáticos promedio de Escútari (1981-2010) | Parámetros climáticos promedio de Escútari (1981-2010) | Parámetros climáticos promedio de Escútari (1981-2010) | Parámetros climáticos promedio de Escútari (1981-2010) | Parámetros climáticos promedio de Escútari (1981-2010) | Parámetros climáticos promedio de Escútari (1981-2010) | Parámetros climáticos promedio de Escútari (1981-2010) | Parámetros climáticos promedio de Escútari (1981-2010) | Parámetros climáticos promedio de Escútari (1981-2010) | Parámetros climáticos promedio de Escútari (1981-2010) |
| Mes                                                    | Ene.                                                   | Feb.                                                   | Mar.                                                   | Abr.                                                   | May.                                                   | Jun.                                                   | Jul.                                                   | Ago.                                                   | Sep.                                                   | Oct.                                                   | Nov.                                                   | Dic.                                                   | Anual                                                  |
| ------------------------------------------------------ | ------------------------------------------------------ | ------------------------------------------------------ | ------------------------------------------------------ | ------------------------------------------------------ | ------------------------------------------------------ | ------------------------------------------------------ | ------------------------------------------------------ | ------------------------------------------------------ | ------------------------------------------------------ | ------------------------------------------------------ | ------------------------------------------------------ | ------------------------------------------------------ | ------------------------------------------------------ |
| Temp. máx. media (°C)                                  | 9.8                                                    | 11.0                                                   | 14.8                                                   | 18.5                                                   | 24.2                                                   | 28.1                                                   | 32.1                                                   | 32.4                                                   | 27.5                                                   | 21.7                                                   | 14.9                                                   | 10.5                                                   | 20.5                                                   |
| Temp. media (°C)                                       | 5.6                                                    | 6.6                                                    | 10.1                                                   | 13.8                                                   | 18.7                                                   | 22.3                                                   | 25.4                                                   | 25.8                                                   | 21.5                                                   | 16.5                                                   | 10.6                                                   | 7.0                                                    | 15.3                                                   |
| Temp. mín. media (°C)                                  | 1.4                                                    | 2.1                                                    | 5.2                                                    | 9.0                                                    | 13.2                                                   | 16.5                                                   | 18.7                                                   | 19.3                                                   | 15.5                                                   | 11.2                                                   | 6.4                                                    | 3.4                                                    | 10.1                                                   |
| Lluvias (mm)                                           | 161.8                                                  | 159.0                                                  | 142.1                                                  | 147.6                                                  | 86.4                                                   | 50.6                                                   | 34.1                                                   | 58.2                                                   | 190.9                                                  | 206.6                                                  | 229.8                                                  | 211.1                                                  | 1678.2                                                 |
| Días de lluvias (≥ 1.0 mm)                             | 9                                                      | 9                                                      | 9                                                      | 9                                                      | 7                                                      | 5                                                      | 2                                                      | 4                                                      | 6                                                      | 9                                                      | 11                                                     | 12                                                     | 92                                                     |
| Fuente: meteo-climat-bzh                               |                                                        |                                                        |                                                        |                                                        |                                                        |                                                        |                                                        |                                                        |                                                        |                                                        |                                                        |                                                        |                                                        |

## Patrimonio
- Castillo de Rozafa
- Catedral de San Esteban
- Iglesia franciscana de Escútari
- Monumento a los cinco héroes nacionales
- Puente Mes
- Monasterio de Shirgj

## Deportes
- BC Vllaznia
- Klubi Sportiv Vllaznia Shkodër